# R-25 Vulkan
Р-25 «Вулкан» — югославский зенитный ракетный комплекс, разработанный в конце 1950-х авиационной фирмой СОКО. Внешним видом и аэродинамической компоновкой ракет напоминает американский ЗРК морского базирования «Талос» ранних модификаций.

## История
В 1950-х, по мере развития реактивной авиации и ракетного оружия, зенитные ракетные комплексы стали основным средством противовоздушной обороны территории. Однако Югославия, занимавшая нейтральное, внеблоковое положение, не могла с достаточной определенностью рассчитывать на обзаведение импортными (советскими, американскими или британскими) образцами.
Альтернативой было разрабатывать зенитные ракеты самостоятельно. Хотя Югославия не имела значительного опыта в области ракетных вооружений, в конце 1950-х ей удалось получить техническую помощь из Японии и закупить для исследовательских целей партию геофизических ракет «Kappa». Опираясь на японский опыт, в 1958 году, югославское правительство инициировало программу разработки зенитного ракетного комплекса, получившего обозначение Р-25 «Вулкан».

## Конструкция
Зенитная ракета «Вулкан» была двухступенчатым снарядом, длиной около 8,1 метра (с учётом ускорителя) и диаметром 350 миллиметров. В полностью заправленном и снаряженном состоянии, ракета весила 1413 кг. Ракета имела крестообразно расположенные крылья в центре корпуса, и аналогичное по расположению хвостовое оперение, служившее для контроля ракеты в полёте.
В движение ракету приводил жидкостный ракетный двигатель RM-1000B, тягой около 11,77 кН. Серийные модели ракет должны были получить более удобный для полевого развёртывания твердотопливный двигатель, но все экспериментальные пуски осуществлялись с жидкотопливными.

Запуск ракеты осуществлялся с наклонной пусковой рампы, при помощи стартового ускорителя. Было разработано два варианта ускорителя: один, состоящий из семи отдельных твердотопливных двигателей, и другой из четырёх. Тяга ускорителей превышала 245 кН. Максимальная скорость ракеты составляла 2,5 МаХа.
Наведение ракеты на маршевом участке осуществлялось с помощью радиокомандного наведения. Первичное обнаружение и сопровождение целей осуществлялось с помощью РЛС югославского производства M61 Fruška Gora, для управления ракетой в полёте использовался радар 3M7 американского производства. На терминальном участке ракета должна была наводиться при помощи инфракрасной головки самонаведения. Вся система управления ракетой была полностью автоматизирована и не требовала вмешательства оператора после запуска.
Согласно расчётам, ракета должна была иметь досягаемость по дальности порядка 30 км и по высоте порядка 19 км.

## Итоги программы
Первый запуск ракеты состоялся в ноябре 1962 года. Экспериментальные пуски выявили проблемы с жидкотопливной двигательной установкой, что привело к затягиванию работ.
Параллельно с разработкой Р-25, югославское правительство в 1962 году обзавелось зенитными ракетными комплексами С-75 «Двина» советского производства. Обладая лучшими характеристиками, советская ракета также превосходила Р-25 по надёжности и отработанности решений. В связи с этим, а также с отсутствием ясных перспектив по программе, в 1964 году югославское правительство приняло решение завершить программу Р-25 «Вулкан» после изготовления двенадцати экспериментальных ракет. Наработки по программе были в дальнейшем использованы СОКО для последующих проектов.
В настоящее время, единственный сохранившийся образец ракеты демонстрируется в авиационном музее в Белграде.